# Eishockey-Weltmeisterschaft der U18-Frauen 2012
Die 5. Eishockey-Weltmeisterschaften der U18-Frauen der Internationalen Eishockey-Föderation IIHF waren die Eishockey-Weltmeisterschaften des Jahres 2012 in der Altersklasse der Unter-Achtzehnjährigen (U18). Insgesamt nahmen zwischen dem 29. November 2011 und dem 7. Januar 2012 18 Nationalmannschaften an den drei Turnieren der Top-Division sowie der Division I und Qualifikation zu selbiger teil.
Der Weltmeister wurde zum zweiten Mal die Mannschaft Kanadas, die im Finale den Erzrivalen aus den Vereinigten Staaten mit 3:0 bezwingen konnte. Die deutsche Mannschaft beendete das Turnier mit dem vierten Platz in der Top-Division und somit der bisher besten Platzierung, der Schweiz gelang der Verbleib in der Top-Division nicht, da sie durch eine Niederlage im entscheidenden Spiel gegen Russland in die Division I abstieg. Das Team aus Österreich belegte in der Division I den zweiten Platz, Ungarn schaffte in zehn Spielen ungeschlagen den Durchmarsch aus der Qualifikation über die Division I in die Top-Division.

## Teilnehmer, Austragungsorte und -zeiträume
- Top-Division: 31. Dezember 2011 bis 7. Januar 2012 in Zlín und Přerov, Tschechien

Teilnehmer:  Deutschland,  Finnland,  Kanada,  Russland (Aufsteiger),  Schweden,  Schweiz,  Tschechien,  USA (Titelverteidiger)
- Division I: 29. Dezember 2011 bis 4. Januar 2012 in Tromsø, Norwegen

Teilnehmer:  Großbritannien (Qualifikant),  Japan (Absteiger),  Norwegen,  Österreich,  Slowakei,  Ungarn (Qualifikant)
- Qualifikation zur Division I: 29. November 2011 bis 4. Dezember 2011 in Asiago, Italien

Teilnehmer:  Volksrepublik China (Neuling),  Frankreich (Absteiger),  Großbritannien (Neuling),  Italien (Neuling),  Kasachstan (Absteiger),  Ungarn (Neuling)

## Top-Division
Die U18-Weltmeisterschaft der Top-Division fand vom 31. Dezember 2011 bis 7. Januar 2012 in den tschechischen Städten Zlín und Přerov statt. Die Spiele wurden in der PSG aréna (6.975 Plätze) in Zlín und im Zimní stadion Přerov (3.000 Plätze) in Přerov ausgetragen. Insgesamt besuchten 17.480 Zuschauer die 22 Turnierspiele, was einem Schnitt von 794 pro Partie entspricht.
Es nahmen acht Nationalmannschaften teil, die in zwei Gruppen zu je vier Teams spielten. Dabei setzten sich die beiden Gruppen nach den Platzierungen der Nationalmannschaften bei der Weltmeisterschaft 2011 nach folgendem Schlüssel zusammen:
| Gruppe A (Zlín) | Gruppe B (Přerov) |
| USA (1)         | Kanada (2)        |
| Tschechien (4)  | Finnland (3)      |
| Schweden (5)    | Deutschland (6)   |
| Russland (9)    | Schweiz (7)       |

Den Weltmeistertitel sicherte sich Kanada, das im Finale durch einen 3:0-Sieg gegen den Titelverteidiger und Erzrivalen USA gewann. Es war der insgesamt zweite Titelgewinn für die Kanadierinnen und der erste seit der Weltmeisterschaft 2010. Die Bronzemedaille gewann Schweden durch einen 4:1-Sieg über das überraschend auftrumpfende Team aus Deutschland. Die Plätze 5 und 6 sicherten sich Finnland und Gastgeber Tschechien. In der Abstiegsrunde musste die Schweiz in der Best-of-Three-Serie gegen Aufsteiger Russland trotz eines Auftaktsieges den Weg in die Division I antreten, da sie die beiden folgenden Spiele knapp verlor.
Bei den individuellen Auszeichnungen wurde die US-Amerikanerin Alex Carpenter zur besten Stürmerin, die Kanadierin Erin Ambrose zur besten Verteidigerin und Franziska Albl aus Deutschland zur besten Torhüterin ernannt. Die Topscorerin und gleichzeitig beste Torschützin wurde die US-Amerikanerin Haley Skarupa, die elf Scorerpunkte – allesamt Tore – erreichte. Bei den Torvorlagen war ihre Teamkollegin Maryanne Menefee mit sieben führend.

### Modus
Nach den Gruppenspielen – jede Mannschaft bestritt drei davon – der Vorrunde qualifizierten sich die beiden Gruppenersten direkt für das Halbfinale. Die Gruppenzweiten und -dritten bestritten je ein Qualifikationsspiel zur Halbfinalteilnahme. Die Vierten der Gruppenspiele bestritten eine Best-of-Three-Runde um den siebten Platz sowie den Abstieg in die Division I.

### Austragungsorte
| Zlín |

| Přerov |

| Zlín |

| Přerov |

### Vorrunde

#### Gruppe A
| 31. Dezember 2011 13:00 Uhr (Ortszeit) | Tschechien | 1:4 (0:2, 1:1, 0:1) Spielbericht | Schweden | PSG aréna, Zlín Zuschauer: 860 |

| 31. Dezember 2011 17:00 Uhr | USA | 8:0 (2:0, 2:0, 4:0) Spielbericht | Russland | PSG aréna, Zlín Zuschauer: 200 |

| 1. Januar 2012 15:00 Uhr | Tschechien | 2:0 (0:0, 0:0, 2:0) Spielbericht | Russland | PSG aréna, Zlín Zuschauer: 690 |

| 1. Januar 2012 19:00 Uhr | Schweden | 0:7 (0:3, 0:0, 0:4) Spielbericht | USA | PSG aréna, Zlín Zuschauer: 210 |

| 3. Januar 2012 15:00 Uhr | Russland | 2:6 (0:2, 1:2, 1:2) Spielbericht | Schweden | PSG aréna, Zlín Zuschauer: 290 |

| 3. Januar 2012 19:00 Uhr | USA | 13:1 (3:0, 5:1, 5:0) Spielbericht | Tschechien | PSG aréna, Zlín Zuschauer: 850 |

| Pl. |            | Sp | S | OTS | OTN | N | Tore  | Punkte |
| 1.  | USA        | 3  | 3 | 0   | 0   | 0 | 28:01 | 9      |
| 2.  | Schweden   | 3  | 2 | 0   | 0   | 1 | 10:10 | 6      |
| 3.  | Tschechien | 3  | 1 | 0   | 0   | 2 | 04:17 | 3      |
| 4.  | Russland   | 3  | 0 | 0   | 0   | 3 | 02:16 | 0      |

Abkürzungen: Pl. = Platz, Sp = Spiele, S = Siege, OTS = Siege nach Verlängerung (Overtime) oder Penaltyschießen, OTN = Niederlagen nach Verlängerung oder Penaltyschießen, N = Niederlagen

Erläuterungen: Halbfinalqualifikant, Viertelfinalqualifikant, Abstiegsrundenqualifikant

#### Gruppe B
| 31. Dezember 2011 13:00 Uhr | Kanada | 13:1 (2:1, 5:0, 6:0) Spielbericht | Schweiz | Zimní stadion, Přerov Zuschauer: 1.400 |

| 31. Dezember 2011 17:00 Uhr | Finnland | 3:0 (1:0, 1:0, 1:0) Spielbericht | Deutschland | Zimní stadion, Přerov Zuschauer: 700 |

| 1. Januar 2012 17:00 Uhr | Finnland | 3:5 (2:1, 1:4, 0:0) Spielbericht | Schweiz | Zimní stadion, Přerov Zuschauer: 850 |

| 1. Januar 2012 19:00 Uhr | Deutschland | 0:6 (0:1, 0:1, 0:4) Spielbericht | Kanada | Zimní stadion, Přerov Zuschauer: 1.150 |

| 3. Januar 2012 15:00 Uhr | Schweiz | 1:6 (1:1, 0:1, 0:4) Spielbericht | Deutschland | Zimní stadion, Přerov Zuschauer: 600 |

| 3. Januar 2012 19:00 Uhr | Kanada | 7:0 (3:0, 2:0, 2:0) Spielbericht | Finnland | Zimní stadion, Přerov Zuschauer: 2.300 |

| Pl. |             | Sp | S | OTS | OTN | N | Tore  | Punkte |
| 1.  | Kanada      | 3  | 3 | 0   | 0   | 0 | 26:01 | 9      |
| 2.  | Deutschland | 3  | 1 | 0   | 0   | 2 | 06:10 | 3      |
| 3.  | Finnland    | 3  | 1 | 0   | 0   | 2 | 06:12 | 3      |
| 4.  | Schweiz     | 3  | 1 | 0   | 0   | 2 | 07:22 | 3      |

Abkürzungen: Pl. = Platz, Sp = Spiele, S = Siege, OTS = Siege nach Verlängerung (Overtime) oder Penaltyschießen, OTN = Niederlagen nach Verlängerung oder Penaltyschießen, N = Niederlagen

Erläuterungen: Halbfinalqualifikant, Viertelfinalqualifikant, Abstiegsrundenqualifikant

### Abstiegsrunde
Die Relegationsrunde wird im Modus „Best-of-Three“ ausgetragen. Hierbei treffen der Viertplatzierte der Gruppe A und der Vierte der Gruppe B aufeinander. Die Mannschaft, die von maximal drei Spielen zuerst zwei für sich entscheiden kann, verbleibt in der WM-Gruppe, der Verlierer steigt in die Division I ab.
| 4. Januar 2012 17:00 Uhr (Ortszeit) | Schweiz | 4:2 (1:1, 1:0, 2:1) Spielbericht Stand: 1:0 | Russland | Zimní stadion, Přerov Zuschauer: 750 |

| 6. Januar 2012 15:00 Uhr | Russland | 5:3 (2:1, 1:1, 2:1) Spielbericht Stand: 1:1 | Schweiz | Zimní stadion, Přerov Zuschauer: 350 |

| 7. Januar 2012 17:00 Uhr | Schweiz | 2:3 n. V. (1:2, 1:0, 0:0, 0:1) Spielbericht Stand: 1:2 | Russland | Zimní stadion, Přerov Zuschauer: 350 |

### Finalrunde
|  | Viertelfinale    | Viertelfinale | Viertelfinale |    |             | Halbfinale | Halbfinale  | Halbfinale |    |          | Finale           | Finale           | Finale           |
|  |                  |               |               |    |             |            |             |            |    |          |                  |                  |                  |
|  |                  |               |               |    |             | A1         | USA         | 7          |    |          |                  |                  |                  |
|  | B2               | Deutschland   | 2             |    |             | B2         | Deutschland | 1          |    |          |                  |                  |                  |
|  | A3               | Tschechien    | 1             |    |             |            |             |            |    | A1       | USA              | 0                |                  |
|  |                  |               |               |    | B1          | Kanada     | 3           |            |    |          |                  |                  |                  |
|  |                  |               |               | B1 | Kanada      | 7          |             |            |    |          |                  |                  |                  |
|  | A2               | Schweden      | 2             |    |             | A2         | Schweden    | 0          |    |          | Spiel um Platz 3 | Spiel um Platz 3 | Spiel um Platz 3 |
|  | B3               | Finnland      | 1             |    |             |            |             |            | A2 | Schweden | 4                |                  |                  |
|  |                  |               |               | B2 | Deutschland | 1          |             |            |    |          |                  |                  |                  |
|  |                  |               |               |    |             |            |             |            |    |          |                  |                  |                  |
|  | Spiel um Platz 5 |               |               |    |             |            |             |            |    |          |                  |                  |                  |
|  | B3               | Finnland      | 5             |    |             |            |             |            |    |          |                  |                  |                  |
|  | A3               | Tschechien    | 3             |    |             |            |             |            |    |          |                  |                  |                  |

#### Viertelfinale
| 4. Januar 2012 15:00 Uhr (Ortszeit) | Schweden | 2:1 n. V. (0:0, 1:0, 0:1, 1:0) Spielbericht | Finnland | PSG aréna, Zlín Zuschauer: 170 |

| 4. Januar 2012 19:00 Uhr | Deutschland | 2:1 (1:0, 0:0, 1:1) Spielbericht | Tschechien | PSG aréna, Zlín Zuschauer: 680 |

#### Spiel um Platz 5
| 6. Januar 2012 19:00 Uhr | Finnland | 5:3 (1:1, 1:1, 3:1) Spielbericht | Tschechien | Zimní stadion, Přerov Zuschauer: 3.250 |

#### Halbfinale
| 6. Januar 2012 15:00 Uhr | USA | 7:1 (3:1, 1:0, 3:0) Spielbericht | Deutschland | PSG aréna, Zlín Zuschauer: 260 |

| 6. Januar 2012 19:00 Uhr | Kanada | 7:0 (3:0, 2:0, 2:0) Spielbericht | Schweden | PSG aréna, Zlín Zuschauer: 310 |

#### Spiel um Platz 3
| 7. Januar 2012 15:00 Uhr | Schweden | 4:1 (0:1, 1:0, 3:0) Spielbericht | Deutschland | PSG aréna, Zlín Zuschauer: 310 |

#### Finale
| 7. Januar 2012 19:00 Uhr | USA | 0:3 (0:2, 0:0, 0:1) Spielbericht | Kanada | PSG aréna, Zlín Zuschauer: 950 |

### Statistik

#### Beste Scorerinnen
Abkürzungen: Sp = Spiele, T = Tore, V = Assists, Pkt = Punkte, +/− = Plus/Minus, SM = Strafminuten; Fett: Turnierbestwert
| Spieler             | Team        | Sp | T  | V | Pkt | +/− | SM |
| ------------------- | ----------- | -- | -- | - | --- | --- | -- |
| Haley Skarupa       | USA         | 5  | 11 | 0 | 11  | +11 | 0  |
| Annie Pankowski     | USA         | 5  | 4  | 6 | 10  | +13 | 2  |
| Phoebe Stänz        | Schweiz     | 6  | 6  | 3 | 9   | −9  | 12 |
| Alex Carpenter      | USA         | 5  | 4  | 5 | 9   | +14 | 2  |
| Isabel Waidacher    | Schweiz     | 6  | 3  | 6 | 9   | +1  | 4  |
| Maryanne Menefee    | USA         | 5  | 2  | 7 | 9   | +12 | 2  |
| Kerstin Spielberger | Deutschland | 6  | 8  | 0 | 8   | 0   | 4  |
| Paige Savage        | USA         | 5  | 2  | 6 | 8   | +10 | 2  |
| Marie Delarbre      | Deutschland | 6  | 2  | 6 | 8   | −1  | 10 |
| Ljudmila Beljakowa  | Russland    | 6  | 6  | 1 | 7   | −2  | 6  |

#### Beste Torhüterinnen
Abkürzungen: Sp = Spiele, Min = Eiszeit (in Minuten), GT = Gegentore, SO = Shutouts, Sv% = gehaltene Schüsse (in %), GTS = Gegentorschnitt; Fett: Turnierbestwert
| Spieler             | Team        | Sp | Min    | GT | SO | Sv%    | GTS  |
| ------------------- | ----------- | -- | ------ | -- | -- | ------ | ---- |
| Elaine Chuli        | Kanada      | 2  | 120:00 | 0  | 2  | 100,00 | 0,00 |
| Emerance Maschmeyer | Kanada      | 3  | 180:00 | 1  | 2  | 98,44  | 0,33 |
| Franziska Albl      | Deutschland | 4  | 238:41 | 11 | 0  | 94,55  | 2,77 |
| Isabella Portnoj    | Finnland    | 4  | 247:27 | 10 | 1  | 93,46  | 2,42 |
| Margarita Monachowa | Russland    | 6  | 341:45 | 24 | 0  | 91,14  | 4,21 |

### Abschlussplatzierungen
| Pl. | Team        |
| --- | ----------- |
| 1   | Kanada      |
| 2   | USA         |
| 3   | Schweden    |
| 4   | Deutschland |
| 5   | Finnland    |
| 6   | Tschechien  |
| 7   | Russland    |
| 8   | Schweiz     |

### Titel, Auf- und Abstieg
| Weltmeister Kanada | Erin Ambrose, Ashleigh Brykaliuk, Kristyn Capizzano, Elaine Chuli, Emily Clark, Nicole Connery, Alexis Crossley, Catherine Dubois, Meghan Dufault, Abbey Frazer, Becca Kohler, Jordan Krause, Halli Krzyzaniak, Sarah Lefort, Shannon MacAulay, Emerance Maschmeyer, Cayley Mercer, Morgan Richardson, Cydney Roesler, Erika Sowchuk, Laura Stacey, Taylor Woods Trainerstab: Pierre Alain, Carla MacLeod |

| Silber USA | Courtney Burke, Dani Cameranesi, Alex Carpenter, Demi Crossman, Miye D’Oench, Sydney Daniels, Kate Flug, Jordan Hampton, Molly Illikainen, Kaliya Johnson, Brianna Laing, Samantha LaShomb, Briana Mastel, Maryanne Menefee, Annie Pankowski, Sidney Peters, Natasha Rachlin, Paige Savage, Kate Schipper, Haley Skarupa, Lee Stecklein, Dana Trivigno Trainer: Jeff Kampersal |

| Bronze Schweden | Emmy Alasalmi, Matildah Andersson, Lina Bäcklin, Sara Besseling, Olivia Carlsson, Johanna Eidensten, Wilma Ekström, Emily Fridh, Linnéa Hedin, Elin Johansson, Anna Kjellbin, Sabina Küller, Julia Lennartsson, Cajsa Lillbäck, Amanda Lindberg, Michelle Löwenhielm, Caroline Markström, Isabell Palm, Linn Peterson, Jessica Wahlström Hjorth, Malin Wong, Michelle Yucel Trainer: Henrik Cedergren |

| Absteiger in die Division I:    | Schweiz |
| Aufsteiger in die Top-Division: | Ungarn  |

### Auszeichnungen
Spielertrophäen
| Auszeichnung        | Spielerin      | Team        |
| ------------------- | -------------- | ----------- |
| Beste Torhüterin    | Franziska Albl | Deutschland |
| Beste Verteidigerin | Erin Ambrose   | Kanada      |
| Beste Stürmerin     | Alex Carpenter | USA         |

## Division I
Das Turnier der Division I wurde vom 29. Dezember 2011 bis 4. Januar 2012 im norwegischen Tromsø ausgetragen. Die Spiele fanden in der 500 Zuschauer fassenden Ishall Grønnåsen statt. Insgesamt besuchten 1.483 Zuschauer die 15 Turnierspiele, was einem Schnitt von 98 pro Partie entspricht.
Ungarn, das erst über die Qualifikation den Weg in die Division I gefunden hatten, sicherte sich mit fünf Siegen souverän den Aufstieg in die Top-Division. Lediglich gegen die drittplatzierten Japanerinnen, die den direkten Wiederaufstieg verpassten, benötigten die Ungarinnen das Penaltyschießen. Gleiches galt für Österreich, die gegen Japan ebenfalls das Penaltyschießen zum Sieg brauchten, sich aber durch nur eine knappe Niederlage gegen Ungarn den zweiten Rang sicherten. Die gastgebenden Norwegerinnen belegten den vierten Platz. Qualifikant Großbritannien und die Slowakei, die im letzten Jahr noch Zweiter hinter Aufsteiger Russland gewesen war, mussten mit den Plätzen 5 und 6 vorliebnehmen und mit einem möglichen Abstieg in die Qualifikation oder Division II rechnen.
| 29. Dezember 2011 12:30 Uhr (Ortszeit) | Großbritannien | 1:2 (0:0, 1:1, 0:1) Spielbericht | Japan | Ishall Grønnåsen, Tromsø Zuschauer: 100 |

| 29. Dezember 2011 16:00 Uhr | Ungarn | 4:3 (1:0, 2:2, 1:1) Spielbericht | Österreich | Ishall Grønnåsen, Tromsø Zuschauer: 63 |

| 29. Dezember 2011 19:30 Uhr | Norwegen | 7:2 (3:0, 3:1, 1:1) Spielbericht | Slowakei | Ishall Grønnåsen, Tromsø Zuschauer: 121 |

| 31. Dezember 2011 10:30 Uhr | Slowakei | 0:7 (0:4, 0:3, 0:0) Spielbericht | Ungarn | Ishall Grønnåsen, Tromsø Zuschauer: 50 |

| 31. Dezember 2011 14:00 Uhr | Österreich | 4:1 (1:0, 2:1, 1:0) Spielbericht | Großbritannien | Ishall Grønnåsen, Tromsø Zuschauer: 63 |

| 31. Dezember 2011 17:30 Uhr | Japan | 3:1 (1:0, 2:1, 0:0) Spielbericht | Norwegen | Ishall Grønnåsen, Tromsø Zuschauer: 120 |

| 1. Januar 2012 12:30 Uhr | Slowakei | 2:5 (1:0, 1:4, 0:1) Spielbericht | Österreich | Ishall Grønnåsen, Tromsø Zuschauer: 45 |

| 1. Januar 2012 16:00 Uhr | Japan | 2:3 n. P. (1:0, 0:1, 1:1, 0:0, 0:1) Spielbericht | Ungarn | Ishall Grønnåsen, Tromsø Zuschauer: 70 |

| 1. Januar 2012 19:30 Uhr | Großbritannien | 1:2 (0:2, 1:0, 0:0) Spielbericht | Norwegen | Ishall Grønnåsen, Tromsø Zuschauer: 120 |

| 2. Januar 2012 12:30 Uhr | Österreich | 2:1 n. P. (0:1, 0:0, 1:0, 0:0, 1:0) Spielbericht | Japan | Ishall Grønnåsen, Tromsø Zuschauer: 36 |

| 2. Januar 2012 16:00 Uhr | Slowakei | 1:4 (0:2, 0:1, 1:1) Spielbericht | Großbritannien | Ishall Grønnåsen, Tromsø Zuschauer: 60 |

| 2. Januar 2012 19:30 Uhr | Norwegen | 2:5 (1:2, 1:0, 0:3) Spielbericht | Ungarn | Ishall Grønnåsen, Tromsø Zuschauer: 210 |

| 4. Januar 2012 12:30 Uhr | Ungarn | 5:3 (0:1, 3:1, 2:1) Spielbericht | Großbritannien | Ishall Grønnåsen, Tromsø Zuschauer: 50 |

| 4. Januar 2012 16:00 Uhr | Japan | 6:0 (1:0, 3:0, 2:0) Spielbericht | Slowakei | Ishall Grønnåsen, Tromsø Zuschauer: 75 |

| 4. Januar 2012 19:30 Uhr | Österreich | 2:1 (0:0, 0:1, 2:0) Spielbericht | Norwegen | Ishall Grønnåsen, Tromsø Zuschauer: 300 |

| Pl. |                | Sp | S | OTS | OTN | N | Tore  | Punkte |
| 1.  | Ungarn         | 5  | 4 | 1   | 0   | 0 | 24:10 | 14     |
| 2.  | Österreich     | 5  | 3 | 1   | 0   | 1 | 16:09 | 11     |
| 3.  | Japan          | 5  | 3 | 0   | 2   | 0 | 14:07 | 11     |
| 4.  | Norwegen       | 5  | 2 | 0   | 0   | 3 | 13:13 | 06     |
| 5.  | Großbritannien | 5  | 1 | 0   | 0   | 4 | 10:14 | 03     |
| 6.  | Slowakei       | 5  | 0 | 0   | 0   | 5 | 05:29 | 0      |

Abkürzungen: Pl. = Platz, Sp = Spiele, S = Siege, OTS = Siege nach Verlängerung (Overtime) oder Penaltyschießen, OTN = Niederlagen nach Verlängerung oder Penaltyschießen, N = Niederlagen

Erläuterungen: Aufsteiger in die Top-Division, Absteiger in die Qualifikation zur Division I

### Auf- und Abstieg
| Absteiger in die Division I:                   | Schweiz                  |
| Aufsteiger in die Top-Division:                | Ungarn                   |
| Absteiger in die Qualifikation zur Division I: | Großbritannien, Slowakei |
| Qualifikanten für die Division I:              | Großbritannien, Ungarn   |

## Qualifikation zur Division I
Das Qualifikationsturnier zur Division I wurde vom 29. November bis 4. Dezember 2011 im italienischen Asiago ausgetragen. Die Spiele fanden im 2.500 Zuschauer fassenden Pala Hodegart statt. Insgesamt besuchten 2.089 Zuschauer die 15 Turnierspiele, was einem Schnitt von 139 pro Partie entspricht.
Neben den bereits vier gesetzten Teilnehmern hatten auch die Mannschaften Frankreichs und Kasachstans für die Weltmeisterschaft der Division I gemeldet. Dies war auch im letzten Jahr der Fall. Zusätzlich hatten auch Ungarn, die Volksrepublik China, Großbritannien und Italien formell zugesagt. Der Zulassung der vier Mannschaften wurde auf dem halbjährlichen Kongress der IIHF im September 2011 in der Türkei zugestimmt.
Durch die vier neuen Teilnehmer wurde eine Qualifikation für die Division I vonnöten. Daran nahmen die vier Neulinge sowie die beiden letztplatzierten Mannschaften des Vorjahres – Frankreich und Kasachstan – teil. Die beiden besten Mannschaften der Qualifikation nahmen letztlich die beiden freien Plätze in der Division I ein.
In der Qualifikation setzten sich Ungarn und Großbritannien souverän durch, während die letztjährigen Division-I-Teilnehmer Frankreich und Kasachstan nicht über die Ränge 5 und 6 hinauskamen.
| 29. November 2011 13:00 Uhr (Ortszeit) | Großbritannien | 3:1 (3:0, 0:0, 0:1) Spielbericht | Frankreich | Pala Hodegart, Asiago Zuschauer: 105 |

| 29. November 2011 16:00 Uhr | Volksrepublik China | 1:10 (0:1, 0:5, 1:4) Spielbericht | Ungarn | Pala Hodegart, Asiago Zuschauer: 118 |

| 29. November 2011 20:30 Uhr | Kasachstan | 0:12 (0:6, 0:4, 0:2) Spielbericht | Italien | Pala Hodegart, Asiago Zuschauer: 253 |

| 30. November 2011 14:00 Uhr | Frankreich | 0:3 (0:0, 0:1, 0:2) Spielbericht | Ungarn | Pala Hodegart, Asiago Zuschauer: 110 |

| 30. November 2011 17:00 Uhr | Kasachstan | 0:8 (0:4, 0:1, 0:3) Spielbericht | Großbritannien | Pala Hodegart, Asiago Zuschauer: 112 |

| 30. November 2011 20:30 Uhr | Italien | 4:1 (1:0, 3:1, 0:0) Spielbericht | Volksrepublik China | Pala Hodegart, Asiago Zuschauer: 182 |

| 2. Dezember 2011 14:00 Uhr | Kasachstan | 2:8 (0:2, 1:4, 1:2) Spielbericht | Volksrepublik China | Pala Hodegart, Asiago Zuschauer: 94 |

| 2. Dezember 2011 17:00 Uhr | Großbritannien | 1:8 (1:5, 0:1, 0:2) Spielbericht | Ungarn | Pala Hodegart, Asiago Zuschauer: 105 |

| 2. Dezember 2011 20:30 Uhr | Frankreich | 2:1 (0:0, 2:0, 0:1) Spielbericht | Italien | Pala Hodegart, Asiago Zuschauer: 173 |

| 3. Dezember 2011 14:00 Uhr | Ungarn | 10:2 (2:1, 5:1, 3:0) Spielbericht | Kasachstan | Pala Hodegart, Asiago Zuschauer: 92 |

| 3. Dezember 2011 17:00 Uhr | Volksrepublik China | 2:1 (0:0, 1:0, 1:1) Spielbericht | Frankreich | Pala Hodegart, Asiago Zuschauer: 123 |

| 3. Dezember 2011 20:30 Uhr | Italien | 4:5 n. V. (1:0, 2:3, 1:1, 0:1) Spielbericht | Großbritannien | Pala Hodegart, Asiago Zuschauer: 220 |

| 4. Dezember 2011 13:00 Uhr | Großbritannien | 2:3 n. P. (1:1, 1:1, 0:0, 0:0, 0:1) Spielbericht | Volksrepublik China | Pala Hodegart, Asiago Zuschauer: 110 |

| 4. Dezember 2011 16:00 Uhr | Frankreich | 6:0 (1:0, 2:0, 3:0) Spielbericht | Kasachstan | Pala Hodegart, Asiago Zuschauer: 108 |

| 4. Dezember 2011 19:30 Uhr | Ungarn | 6:0 (2:0, 2:0, 2:0) Spielbericht | Italien | Pala Hodegart, Asiago Zuschauer: 184 |

| Pl. |                     | Sp | S | OTS | OTN | N | Tore  | Punkte |
| 1.  | Ungarn              | 5  | 5 | 0   | 0   | 0 | 37:04 | 15     |
| 2.  | Großbritannien      | 5  | 2 | 1   | 1   | 1 | 19:16 | 09     |
| 3.  | Volksrepublik China | 5  | 2 | 1   | 0   | 2 | 15:19 | 08     |
| 4.  | Italien             | 5  | 2 | 0   | 1   | 2 | 21:14 | 07     |
| 5.  | Frankreich          | 5  | 2 | 0   | 0   | 3 | 10:09 | 06     |
| 6.  | Kasachstan          | 5  | 0 | 0   | 0   | 5 | 04:44 | 0      |

Abkürzungen: Pl. = Platz, Sp = Spiele, S = Siege, OTS = Siege nach Verlängerung (Overtime) oder Penaltyschießen, OTN = Niederlagen nach Verlängerung oder Penaltyschießen, N = Niederlagen

Erläuterungen: Qualifikanten für die Division I

### Auf- und Abstieg
| Absteiger in die Qualifikation zur Division I: | Großbritannien, Slowakei |
| Qualifikanten für die Division I:              | Großbritannien, Ungarn   |